# 149115 Lauriecantillo
149115 Lauriecantillo è un asteroide della fascia principale. Scoperto nel 2002, presenta un'orbita caratterizzata da un semiasse maggiore pari a 3,0480011 au e da un'eccentricità di 0,1282954, inclinata di 11,16652° rispetto all'eclittica.